# Czeremoszno
Czeremoszno (ukr. Черемошне) – wieś na Ukrainie w rejonie kowelskim obwodu wołyńskiego.